# قصعين خليلي
قصعين خليلي (الاسم العلمي:Salvia judaica) هو نوع نباتي يتبع جنس القصعين من فصيلة الشفوية.